# Luca Bartolini
Luca Bartolini (Firenze, 12 giugno 1960) è un ex calciatore italiano, di ruolo centrocampista.

## Carriera
Dopo gli esordi in Serie C2 con la Rondinella, passa al Pisa con cui disputa il campionato di Serie B 1980-1981, e l'anno successivo è alla Fiorentina con cui gioca 2 gare in Serie A.
Torna in Serie B con la Pistoiese nella stagione 1982-1983, e negli anni seguenti veste le maglie di Reggiana, Rondinella Marzocco, Ternana e Sorrento, in Serie C1.
Dopo un anno nel Campionato Interregionale con il Certaldo, disputa un'altra stagione tra i professionisti in Serie C2 con l'Alessandria, per terminare infine la carriera con la Pro Vercelli.
Conta complessivamente 2 presenze in Serie A e 49 in Serie B.

## Palmarès

### Club

#### Competizioni giovanili
- Torneo di Viareggio: 1

Fiorentina: 1979